# Давид Глайршер
Давид Глайршер (на немски: David Gleirscher) е австрийски състезател по спускане с шейни. Роден на 23 юли 1994 година в Хал ин Тирол. Висок е 183 см. и тежи 90 кг.
Спускач от второ поколение, но вече надминал баща си. Глайршер-старши е участвал на Зимните олимпийски игри през 1992, 1884 и 1998 г. Брат му Нико също има много състезания на международно ниво.
Давид, който донесе първо злато за родината си в дисциплината от 1968 г., когато е излъчен единствения друг австрийски шампион при мъжете – Манфред Шмид, работи като полицай . Начало на кариерата 2006 г. с личен треньор Георги Вергов.
Хобитата му са пътешествия, ски и футбол.

## Успехи
- Олимпийски шампион (1): 2018 Пьонгчанг
- Бронзов медал (1): 2018 Пьонгчанг

## Участия на зимни олимпийски игри
| Олимпийски игри            | Място     | Държава    | дисциплина   | класиране |
| -------------------------- | --------- | ---------- | ------------ | --------- |
| Зимни олимпийски игри 2018 | Пьонгчанг | Южна Корея | индивидуално | 1         |
| Зимни олимпийски игри 2018 | Пьонгчанг | Южна Корея | щафета       | 3         |